# Roscher
Roscher er et tyskt efternavn, der henviser til blandt andre:
- Albrecht Roscher (1836 – 1860), tysk Afrikaforsker
- Wilhelm Roscher (1817 – 1894), tysk nationaløkonom
- Wilhelm Heinrich Roscher (1845 – 1923), tysk klassisk filolog